# Vékonybajszú tőkehal
A vékonybajszú tőkehal (Merlangius merlangus) a csontos halak (Osteichthyes) főosztályának a sugarasúszójú halak (Actinopterygii) osztályába, ezen belül a tőkehalalakúak (Gadiformes) rendjébe és a tőkehalfélék (Gadidae) családjába tartozó faj.
Nemének egyetlen faja.

## Előfordulása

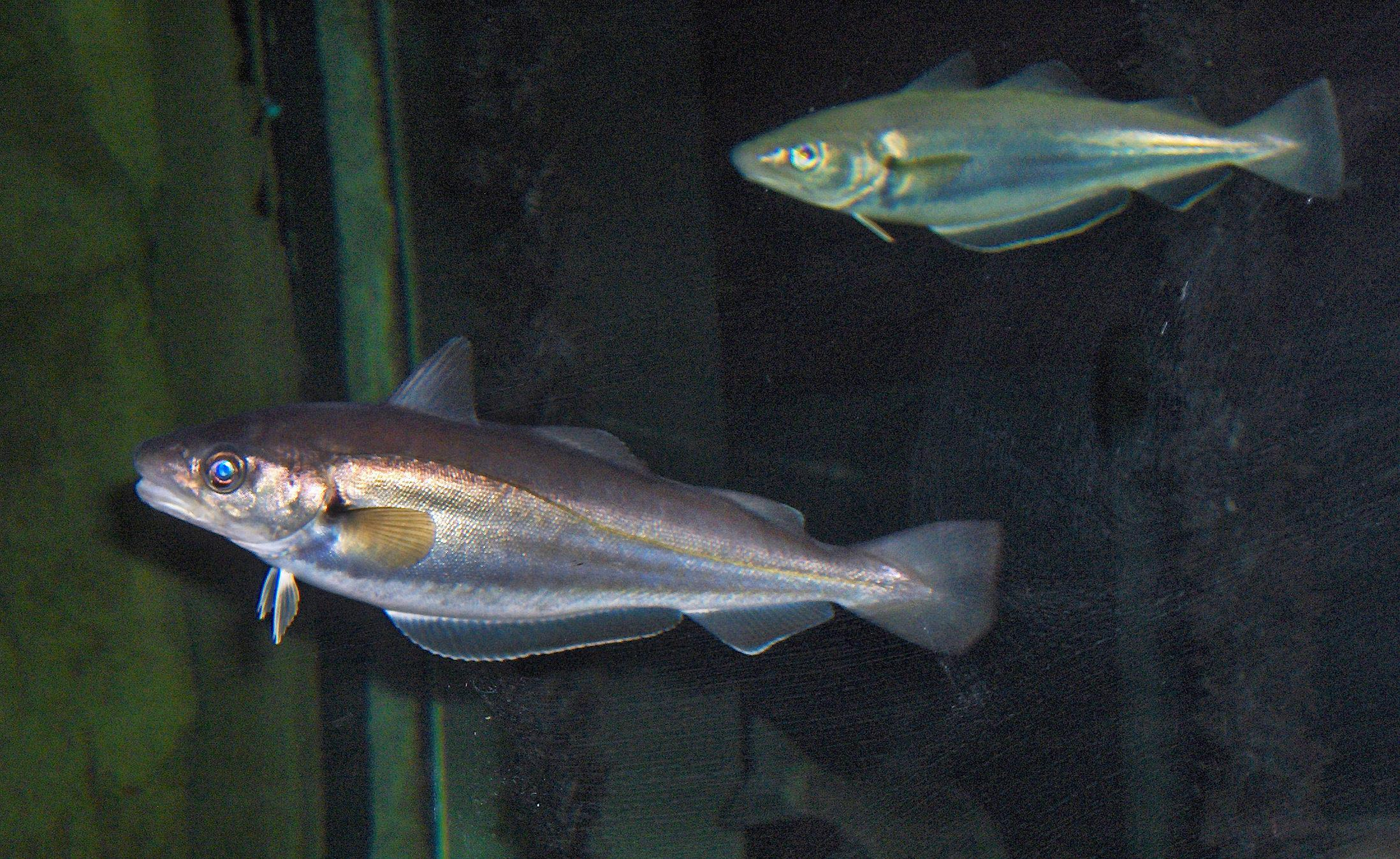
két példány egy akváriumban

A vékonybajszú tőkehal elterjedési területe az Atlanti-óceán északkeleti része, Izlandtól Portugáliáig. Egyéb előfordulási helyei a Barents-tenger délkeleti része, a Fekete-, az Égei- és az Adriai-tenger. A Földközi-tenger északnyugati részén eléggé ritka.

## Megjelenése
Ez a halfaj általában 23,5 centiméter hosszú, de akár 70 centiméteresre is megnőhet. Az eddigi legnagyobb kifogott vékonybajszú tőkehal 3,110 kilogrammot nyomott. Hosszúkás, elnyúlt testén kis fej található. Az állán ülő tapogatószálak kicsik vagy hiányzanak. Az oldalvonal feji szakasza pórusokban végződik. Háti része sárgásbarna, sötétkék vagy zöld; oldalai sárgásszürkék; hasa fehér vagy ezüstös. A mellúszók felső tövén gyakran sötét folt látható.

## Életmódja
Tengeri hal, amely 10-200 méteres mélységekben látható, azonban általában 30-100 méter mélységben tartózkodik. Mérsékelt övi tőkehal. Az iszapos, homokos, kavicsos tengerfenéket kedveli. Tápláléka krill, rákok, puhatestűek, soksertéjűek, fejlábúak és kisebb halak. Csak életének első éve után vándorol ki a nyílt tengerre.
Legfeljebb 20 évig él.

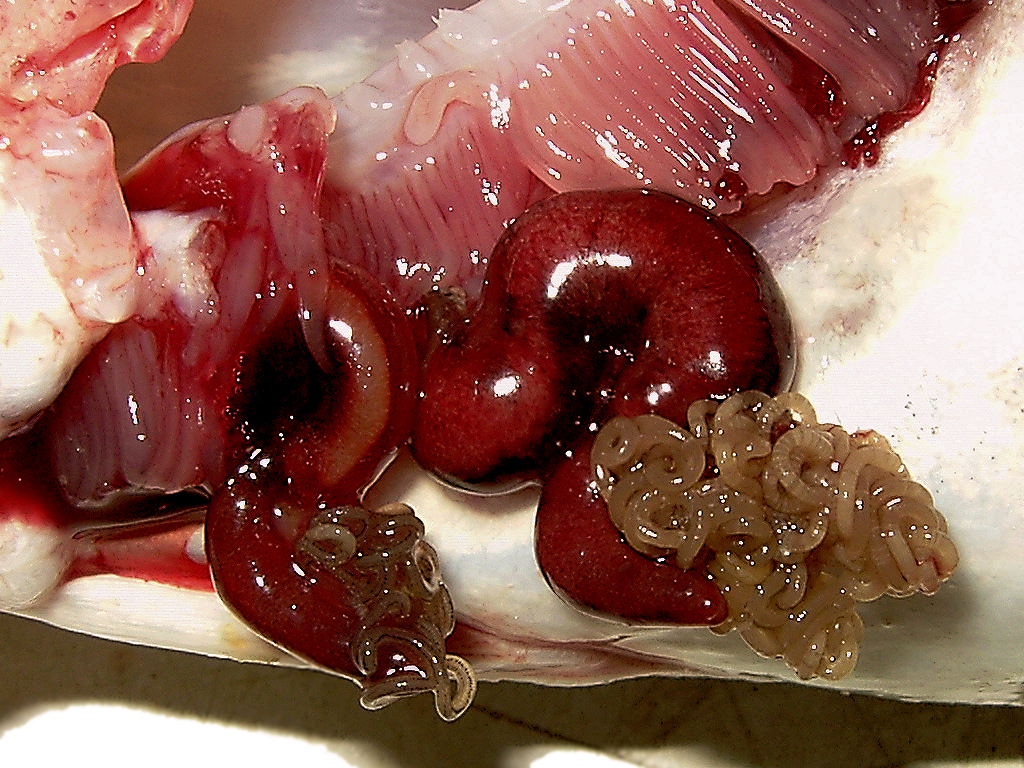
Lernaeocera branchialisok egy felboncolt halból

A Lernaeocera branchialis nevű evezőlábú rákok (Copepoda) a vékonybajszú tőkehal legfőbb élősködői.

## Szaporodása
Az ikrák szabadon lebegnek a nyílt tengeren. Az ivadék és a fiatal példányok gyakran társulnak a medúzákkal. Felnőtt korukra, többségüknek, az ivadékra jellemző állon levő tapogatószálak visszafejlődnek. Íváskor, a nőstény nem rakja le egyszerre az összes ikráját.

## Felhasználása
A vékonybajszú tőkehal jelentős gazdasági értékkel bír. A sporthorgászok is kedvelik. A városi akváriumok szívesen tartják. Frissen, fagyasztva, sózva, füstölve vagy szárítva árusítják. Sülve, főve fogyasztható.

## Képek

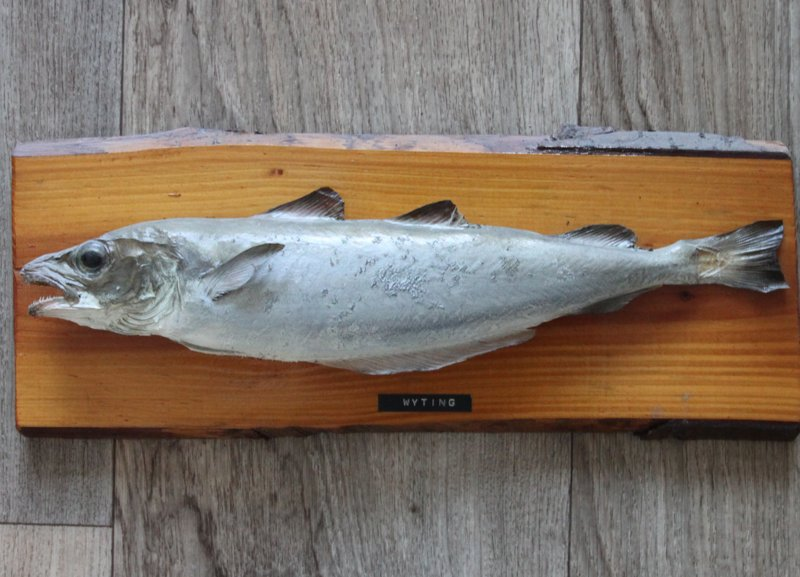
kitömött példány
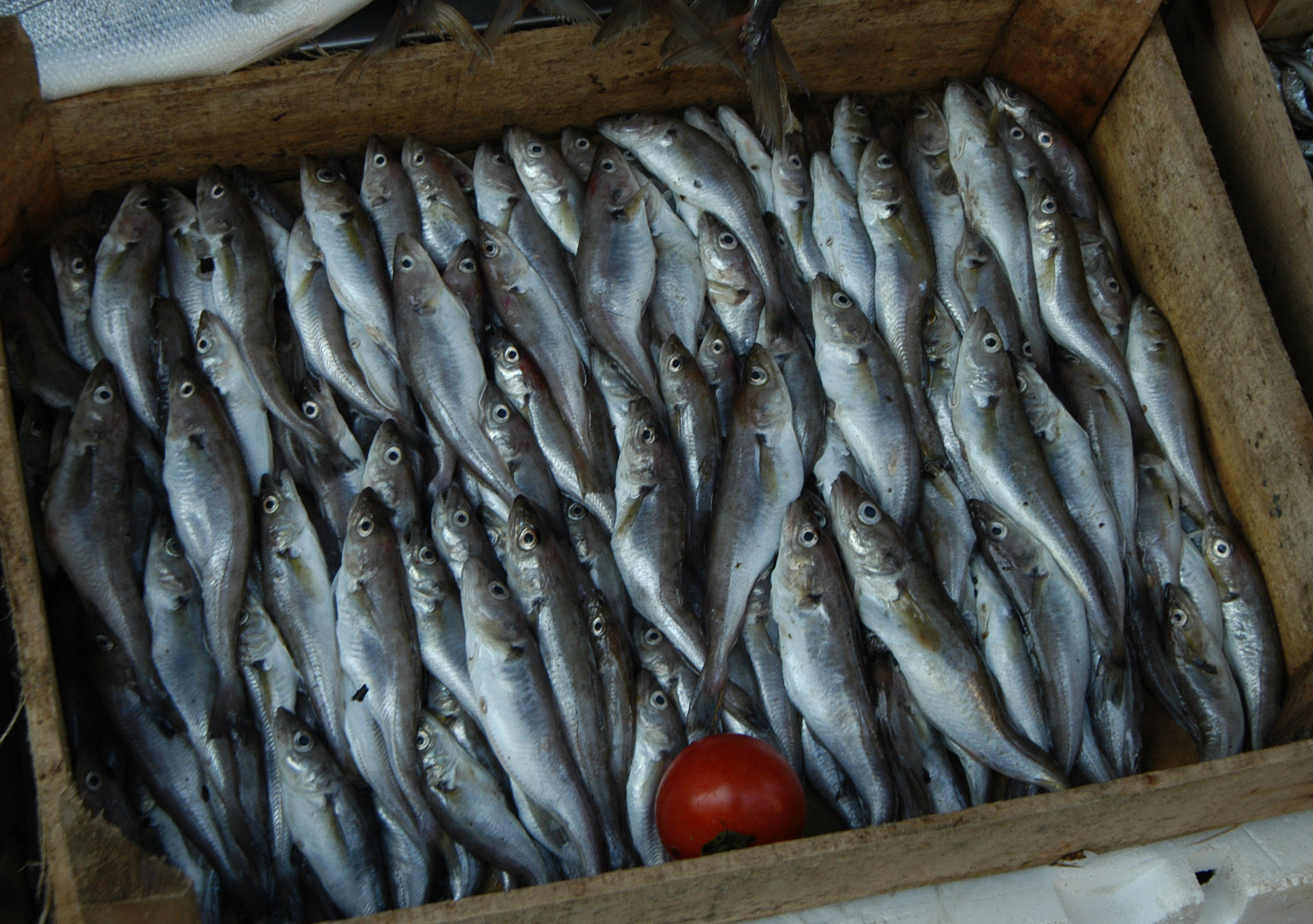
vékonybajszú tőkehalak egy törökországi halpiacon